# کوچک‌دونده

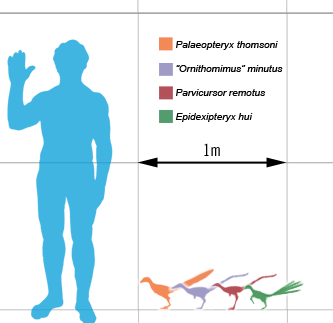
مقاله کوچه دونده ویکی پدیا ویکی انبار تصویر

کوچک‌دونده(نام علمی: Parvicursor) نام یک سرده از تیره آلوارزخزندگان است.